# 加拿大注册会计师协会
加拿大特许会计师协会（Canadian Institute of Chartered Accountants，CICA）是加拿大一個会计师团体，成立於1902年。2014年，CICA与加拿大其他两个主要会计師團體合併。

## 外部鏈接
- CICA加拿大注册会计师协会官方網址 (英文版)（页面存档备份，存于）